# وارويك درابر
وارويك درابر (بالإنجليزية: Warwick Draper)‏ هو راكب الكنو أسترالي، ولد في 23 سبتمبر 1976 في ملبورن في أستراليا.

## وصلات خارجية
- وارويك درابر على موقع أوليمبيديا (الإنجليزية)
- وارويك درابر على موقع اللجنة الأولمبية الأسترالية (الإنجليزية)